# El ángel de la muerte (película de 2022)
El ángel de la muerte (The Good Nurse, título original) es una película de suspenso criminal estadounidense dirigida por Tobias Lindholm y escrita por Krysty Wilson-Cairns, basada en el libro de 2013 del mismo nombre de Charles Graeber. La película trata sobre la persecución y captura del asesino en serie estadounidense Charles Cullen, quien asesinó hasta 400 pacientes durante sus 16 años de carrera como enfermero. Está protagonizada por Jessica Chastain, Eddie Redmayne, Nnamdi Asomugha, Noah Emmerich y Kim Dickens.
The Good Nurse tuvo su estreno mundial en el Festival Internacional de Cine de Toronto el 11 de septiembre de 2022 y se estrenó en cines selectos el 19 de octubre de 2022, antes de su lanzamiento en streaming el 26 de octubre de 2022 por Netflix. La película recibió críticas positivas de los críticos, con elogios hacia la actuación de Chastain y Redmayne.

## Premisa
Una enfermera ayuda en la captura de un enfermero, que ha matado a más de 300 pacientes.

## Reparto
- Jessica Chastain como Amy Loughren
- Eddie Redmayne como Charles Cullen
- Nnamdi Asomugha como Danny Baldwin
- Noah Emmerich como Det./Sgt. Tim Braun
- Kim Dickens como Linda Garran

## Producción
El proyecto se anunció en noviembre de 2016, con Tobias Lindholm listo para dirigir la película con Krysty Wilson-Cairns escribiendo el guion. Lionsgate estaba inicialmente configurado para distribuir la película. En agosto de 2018, Jessica Chastain y Eddie Redmayne iniciaron negociaciones para protagonizar la película.
No se anunció ningún desarrollo adicional en la película hasta febrero de 2020. Se confirmó que Chastain y Redmayne protagonizarían, y Lionsgate ya no participará en el proyecto. Netflix entró en negociaciones para comprar los derechos de distribución mundiales de la película por $25 millones.
En marzo de 2021, Nnamdi Asomugha se unió al elenco, y Noah Emmerich y Kim Dickens se unieron en abril.
El rodaje comenzó el 12 de abril de 2021 en Stamford, Connecticut.

## Premios y nominaciones
| Premio                                                   | Fecha de la ceremonia   | Categoría              | Nominados        | Resultado | Ref.   |
| -------------------------------------------------------- | ----------------------- | ---------------------- | ---------------- | --------- | ------ |
| Premios Globo de Oro                                     | 10 de enero de 2023     | Mejor actor de reparto | Eddie Redmayne   | Nominado  | [ 9 ]  |
| Greater Western New York Film Critics Association Awards | 30 de diciembre de 2022 | Mejor actor de reparto | Eddie Redmayne   | Nominado  | [ 10 ] |
| Premios Satellite                                        | 11 de febrero de 2023   | Mejor actriz dramática | Jessica Chastain | Pendiente | [ 11 ] |
| Premios Satellite                                        | 11 de febrero de 2023   | Mejor actor de reparto | Eddie Redmayne   | Nominado  | [ 11 ] |